# 沙亚克
沙亚克（法語：Chaillac，法語發音：[ʃajak] ⓘ）是法国安德尔省的一个市镇，昂格蘭河畔，属于勒布朗区。

## 地理
沙亚克（46°26'4"N, 1°17'56"E）面积59.79 平方千米，位于法国中央-卢瓦尔河谷大区安德尔省，该省份为法国中部省份，北起卢瓦-谢尔省，西北接安德尔-卢瓦尔省，西南接维埃纳省，南至克勒兹省和上维埃纳省，东临谢尔省。
与沙亚克接壤的市镇（或旧市镇、城区）包括：博略、博讷伊、拉沙特尔朗格兰、迪内、利尼亚克、鲁西讷、萨谢尔热圣马尔坦、蒂伊、克罗马克。
沙亚克的时区为UTC+01:00、UTC+02:00（夏令时）。

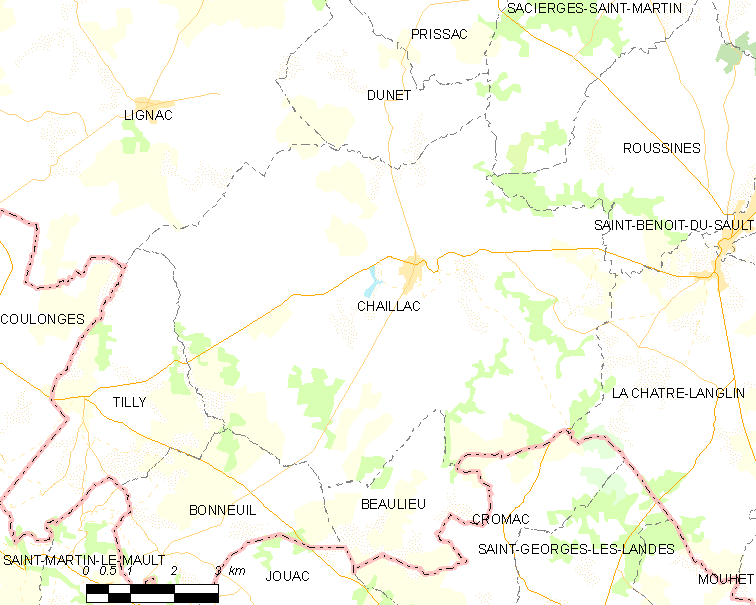
沙亚克的OSM定位图

## 行政
沙亚克的邮政编码为36310，INSEE市镇编码为36035。

## 政治
沙亚克所属的省级选区为圣戈捷县。

## 文化
境内有德布罗斯堡，为秃头查理的支持者利摩日公爵富歇尔的后裔德布罗斯家族的城堡，为10世纪时利摩日子爵为其妻洛蒂尔德·德布罗斯（Rothilde de Brosse）所建，在百年战争中为英军所烧毁，现今仅存主楼、间壁墙及侧翼塔楼。德·布罗斯家族在中世纪实力强大，在十一世纪甚至拥有其独立的铸币所。沙亚克原先就是围绕该城堡所建的村庄，但从未完全建成，特别是在1370年为普瓦图-英国联军摧毁之后。

## 人口

1962-2008年间沙亚克人口变化图示

沙亚克于2022年1月1日时的人口数量为1031人。